# Dnester
Dnester (ukrajinsko Дністе́р, latinizirano: Dnister, romunsko Nistru, grško Τύρας, latinizirano: Tíras,, včasih tudi Τύρις, Tíris, latinsko Danastris / Danaster)  je reka v vzhodni Evropi. Izvira in teče sprva po Ukrajini, nato po Moldaviji in se nazadnje v Ukrajini izlije v Črno morje. V delu toka predstavlja mejo med državama, ločuje pa tudi glavnino moldavskega ozemlja od mednarodno nepriznane Pridnestrske republike.

## Imena
Reko je prvi omenil Herodot v 5. stoletju pr. n. št. kot obmejno skitsko reko z imenom Tiras (Τύρας). Iz tega hidronima sta nastali tudi imeni antičnega mesta Tiras (Θύρας) na zahodni strani njenega ustja in sodobnega Tiraspola. Enako sta jo imenovala tudi Strabon in Ptolemaj.
Kasnejši latinsko pišoči avtorji so jo imenovali Danastris (Amijan Marcelin) ali Danaster (Jordanes).
Ime Dnester izhaja iz sarmatskega Dānu nazdja, ki lahko pomeni "utesnjena reka" ali "reka na oni strani". Drugi del imena izhaja iz skitskega pridevnika tūra, ki pomeni "hiter" (kurdsko divji, neukročen).
Imena rek Dnester, Dneper, Don, Donec in Donava izhajajo iz iste praindoevropske besede  *dānu - reka.

## Geografija
Dnester izvira v Ukrajini pri mestu Drogobič blizu meje s Poljsko in se izliva v Črno morje. V delu toka predstavlja mejo med Ukrajino in Moldavijo in nato mejo med Moldavijo in Pridnestrsko republiko. Reka se zatem vrne v Ukrajino in se izlije v Črno morje.
V spodnji polovici toka je njen zahodni breg visok in hribovit, medtem ko je vzhodni breg nizek in enoličen. Reka de facto predstavlja zahodno mejo evrazijske stepe. Njena najpomembnejša pritoka sta Răut (ukrajinsko Reut) in Bîc (ukrajinsko Bik).

## Zgodovina
V mlajši kameni dobi je bil Dnester središče ene od najbolj naprednih civilizacij na Zemlji. Kukutensko-tripiljska kultura je cvetela približno od leta 5300 do 2600 pr. n. št. in za seboj pustila ostanke več tisoč naselij s skupno 15.000 prebivalci, ki so tvorili eno od prvih poljedelskih skupnosti v človeški zgodovini.
V antiki so imeli Dnester za eno od največjih rek v evropski Sarmatiji. Omenjajo jo številni klasični geografi in zgodovinarji: po Herodotu  je izvirala iz velikega jezera, Ptolemaj je njen izvir umestil v Karpate, medtem ko je Strabon zapisal, da njen izvir ni znan. Tekla je proti vzhodu vzporedno z reko Ister (spodnja Donava) in tvorila del meje med Dakijo in Sarmatijo. Severovzhodno od izliva Istra se je izlivala v Pontus Euxinus. Po Strabonu  je bila dolga 900 stadijev, po Pliniju pa (od Psevdostoma) 130 milj  (210 km). Skimen  jo opisuje kot lahko plovno reko z obiljem rib, medtem ko Ovid govori o njenem hitrem toku.
Od 14. stoletja do leta 1812 je del njenega toka tvoril mejo Kneževine Moldavije in Ruskega imperija. Med svetovnima vojnama je del njenega toka razmejeval Romunijo in Sovjetsko zvezo.
Po razglasitvi neodvisnosti Republike Moldavije leta 1991 se ji majhen del nekdanje Moldavske sovjetske socialistične republike vzhodno od Dnestra ni priključil, ampak se je  razglasil za neodvisno Pridnestrsko republiko (Transnistrijo) z glavnim mestom Tiraspol.

## Glavni pritoki
Desni: Bik (romunsko Bîc), Bistrica, Botna, Ikelj (romunsko Ichel), Limnica (romunsko Limnița), Lukva, Reut (romunsko Răut), Strij, Sviča, Tlumač
Levi: Džurin, Gnila Lipa (romunsko Gnila Lipa), Jagorlik (173 km), Kučurgan (123 km),  Ljadova, Murafa (162 km), Ničlava, Rusava,  Seret (romunsko Seret, 250 km), Smotrič (romunsko Smotric, 169 km),  Stripa,  Strivigor, Studenica, Ščirka, Ušica (112 km), Vereščica, Zbruč (romunsko Zbruci, 245 km), Zolota Lipa (romunsko Solota Lipa, 140 km) Žvan, Žvančik.

## Sklic
1. 1 2  Strabon, Geografija, ii.
2. ↑  Amijan Marcelin, Res gestae, xxxi. 3. § 3; Jordanes, Getica, 5; Konstantin VII. Porfirogenet, De administrando imperio, 8.)
3. ↑  J.P. Mallory,  V.H. Mair, The Tarim Mummies: Ancient China and the Mystery of the Earliest Peoples from the West, London, Thames & Hudson, 2000, str. 106.
4. ↑  М. Ю. Відейко, Трипільські протоміста. Історія досліджень (M.J. Videjko, Tripiljska pramesta: zgodovina odkritij in raziskave), Kijev, 2002. str. 103-125. Iananu.kiev.ua. Pridobljeno dne 23. avgusta 2012.
5. ↑  Herodot, Zgodbe, iv. 51.
6. ↑  Ptolemaj, Geografija, iii. 5. § 17, 8. § 1, &c.
7. ↑  Strabon, Geografija, vii.
8. ↑  Skimen, Periodos to Nicomedes, 51.
9. ↑  Ovid,  Epistulae ex Ponto.
10. ↑  Enciklopedija Ukrajini v interneti. Pridobljeno dne 2. septembra 2013.